# China Molybdenum
China Molybdenum Company Limited eller CMOC (中國鉬業) er et kinesisk mineselskab og metalvirksomhed med hovedkvarter i Luoyang, Henan. Virksomheden er blandt de største producenter i verden af molybdæn, wolfram, kobolt, niobium og kobber.
Virksomheden blev etableret i 1982, og Sandaozhuang-minen blev etableret det efterfølgende år.